# Adarga
Uma adarga é um escudo feito de couro e de forma ovalada e posteriormente com forma de coração. Usado originalmente pela cavalaria muçulmana do Al-Andalus, com nome de ad-dargha, trazidos do norte de África (em Fez estava o principal centro de produção). Extremamente resistente à espada e à lança. Nos séculos XIV e XV a adarga foi utilizada pela infantaria e cavalaria cristãs até que no século XVI se generalizou o uso de armas de fogo. 
Utilizada na conquista da América do Sul, ainda seguiu em uso até à Idade Moderna, sendo o seu último registo de uso em combates de cavalaria entre a nobreza peninsular, tendo lugar de destaque nos Jogos de Canas, cuja prática perdurou até ao século XVIII. Nesses jogos, a adarga deveria ser usada, a cavalo, para reflectir canas arremessadas pelo oponente.